# IE Tab
IE Tab 是网页浏览器Mozilla Firefox和Google Chrome的一个擴充套件，能实现在Firefox调用Internet Explorer的排版引擎浏览网页。
它解决很多使用不规范语言、包含ActiveX或者要求IE Only的网页浏览问题。不過，隨著越來越多網頁設計師遵循網頁標準，IE Tab已經不常使用。

## 運作原理
由於Microsoft在發行Windows時已經把Internet Explorer捆綁在作業系統內，使用者亦不能移除，故IE Tab利用這些已捆綁的檔案來執行，模擬使用Internet Explorer。

## 優點和缺點

### 優點
相比起重新開一個Internet Explorer視窗，使用IE Tab方便得多。除了較為方便之外，亦可佔用較少系統資源。對於網頁設計師而言，這更為方便──一次便可以測試最普及的兩款瀏覽器的表現，令希望設計相容所有（或大部份）瀏覽器的網頁設計師能省下很多時間。

### 缺點
绝大多数和網頁有關的Mozilla Firefox附加元件在使用IE tab浏览的分頁内无法使用；而採用IE Tab時按下外部連結亦會使用模擬出來的Internet Explorer開啟，要再次切換較麻煩。某些電腦採用IE Tab容易出現瀏覽器崩潰現象。

## IE Tab Plus
IE Tab Plus是一个从IE Tab分支出来的附加元件，属于IE Tab的改进加強版本，它继承了IE Tab在Firefox中调用IE核心的功能，对于Web开发人员除錯网页来说，顯示在不同浏览器下的相容性更加方便，而且对于普通的使用者，当遇到Firefox不能正常浏览的网页的时候，也可以很方便的切换到IE来显示。

### 相比IE Tab的改进
1. 支援Adblock Plus，这样在IE引擎裡也可以用Adblock Plus过滤广告了。
2. 支援Cookie，这样在Firefox和IE之间切换的时候，不用再重新登录了。

### 相容性
- 和IE Tab不相容，使用之前须停用或移除IE Tab。